# Phép đo tích
Trong toán học, cho hai không gian đo và các phép đo trên chúng, người ta có thể nhận được một không gian đo tích và một phép đo tích trên không gian đó. Về mặt khái niệm, điều này cũng tương tự như việc xác định tích Descartes của các tập và tô pô tích của hai không gian tôpô, ngoại trừ có thể có nhiều sự lựa chọn tự nhiên cho các phép đo tích.
Đặt {\displaystyle (X_{1},\Sigma _{1})} và {\displaystyle (X_{2},\Sigma _{2})} là 2 không gian đo, nghĩa là, {\displaystyle \Sigma _{1}} và {\displaystyle \Sigma _{2}} các đại số sigma trên {\displaystyle X_{1}} và {\displaystyle X_{2}} một cách tương ứng, và đặt {\displaystyle \mu _{1}} và {\displaystyle \mu _{2}} là các phép đo trên những không gian này. Ký hiệu {\displaystyle \Sigma _{1}\otimes \Sigma _{2}} là đại số sigma trên tích Descartes {\displaystyle X_{1}\times X_{2}} được sinh bởi các tập con của dạng {\displaystyle B_{1}\times B_{2}}, với {\displaystyle B_{1}\in \Sigma _{1}} và {\displaystyle B_{2}\in \Sigma _{2}.} Đại số sigma này được gọi là sigma đại số của tích tensor trên không gian tích
Một phép đo tích {\displaystyle \mu _{1}\times \mu _{2}} được định nghĩa là một phép đo trên không gian đo  {\displaystyle (X_{1}\times X_{2},\Sigma _{1}\otimes \Sigma _{2})}thoả mãn tích chất sau
{\displaystyle (\mu _{1}\times \mu _{2})(B_{1}\times B_{2})=\mu _{1}(B_{1})\mu _{2}(B_{2})}
với mọi
{\displaystyle B_{1}\in \Sigma _{1},\ B_{2}\in \Sigma _{2}}.
(Trong các phép đo tích, một vài phép đo tích là vô hạn, ta xác định các tích bằng không nếu một trong các yếu tố bằng không.)
Trong thực tế, khi các không gian là không gian hữu hạn sigma thì phép đo tích được định nghĩa duy nhất với mỗi tập đo E,
{\displaystyle (\mu _{1}\times \mu _{2})(E)=\int _{X_{2}}\mu _{1}(E^{y})\,d\mu _{2}(y)=\int _{X_{1}}\mu _{2}(E_{x})\,d\mu _{1}(x),}
với {\displaystyle E_{x}=\{y\in X_{2}|(x,y)\in E\}} và {\displaystyle E^{y}=\{x\in X_{1}|(x,y)\in E\}}, khi cả hai đều là các tập đo.
Sự tồn tại của các phép đo này được đảm bảo bằng định lý Hahn–Kolmogorov. Tính duy nhất của phép đo tích được đảm bảo duy nhất trong trường hợp cả {\displaystyle (X_{1},\Sigma _{1},\mu _{1})} và {\displaystyle (X_{2},\Sigma _{2},\mu _{2})} are đều là sigma hữu hạn.
Các phép đo Borel trên không gian Euclide Rn có thể thu được như là tích của n bản sao của phép đo Borel trên đường thẳng thực R.
Ngay cả khi hai nhân tử của không gian tích là những không gian đo hoàn chỉnh, không gian tích có thể không phải là không gian đo hoàn chỉnh. Do đó, thủ tục mở rộng là cần thiết để mở rộng phép đo Borel vào phép đo Lebesgue, hoặc để mở rộng tích của hai các phép đo Lebesgue để đưa ra phép đo Lebesgue trên không gian tích.
Phép dựng đối của sự hình thành tích của hai phép đo là sự phân huỷ, mà trong một số ý nghĩa là "tách" một phép đo đã cho vào một hệ của các phép đo mà có thể lấy tích phân để đưa ra phép đo gốc.

## Các ví dụ
- Cho hai không gian đo, luôn luôn có một phép đo tích cực đại μmax duy nhất trên tích của chúng, với tính chất đó nếu μmax(A) hữu hạn với một tập đo A, thì μmax(A) = μ(A) với bất kỳ phép đo tích μ. Cụ thể giá trị của nó trên bất kỳ tập đo nhỏ nhất trong bất kỳ phép đo tích khác. Đây là phép đo được tạo ra theo định lý mở rộng Carathéodory.
- Luôn có một phép đo tích cực tiểu duy nhất μmin, được cho bởi μmin(S) = supA⊂S, μmax(A) hữu hạn μmax(A), trong đó A và S được giả định là có thể đo được.
- Dưới đây là một ví dụ trong đó một tích có nhiều hơn một phép đo tích. Lấy tích X×Y, với X là khoảng đơn vị với phép đo Lebesgue, và Y là khoảng đơn vị có phép đo đếm và tất cả các tập đo được. Thì với phép đo tích cực tiểu, phép đo của một tập là tổng của các phép đo của tiết diện ngang của nó, trong khi đối với phép đo tích cực đại thì một tập có phép đo vô cùng trừ phi nó được chứa trong các hợp của tập các số đếm được dạng A×B, với A hoặc có phép đo Lebesgue bằng 0 hoặc B là một điểm đơn. (Trong trường hợp này, phép đo có thể hữu hạn hoặc vô hạn.) Cụ thể, đường chéo có phép đo bằng 0 với phép đo tích cực tiểu và phép đo vô cùng với phép đo tích cực đại.